# Krosno Odrzańskie
Krosno Odrzańskieⓘ (em alemão: Crossen an der Oder) é um município da Polônia, na voivodia da Lubúsquia e no condado de Krosno. Está localizada no vale do médio rio Óder, na foz do rio Bóbr. É a sede da Unidade de Guarda Fronteiriça Nadodrzański, da comuna urbano-rural de Krosno Odrzańskie e das autoridades do condado de Krosno.
Nos anos de 1975−1998 a cidade era administrativamente parte da voivodia de Zielona Góra. Obteve o foral da cidade antes de 1238.
Estende-se por uma área de 8,2 km², com 11 047 habitantes, segundo o censo de 31 de dezembro de 2021, com uma densidade populacional de 1 347,2 hab./km².

## Localização
Krosno Odrzańskie está localizada na histórica Baixa Silésia, dentro da qual pertencia ao Ducado de Głogów.

## Toponímia
A primeira menção da cidade aparece na Crônica de Thietmar, que foi escrita nos anos 1012−1018. Ao contrário de algumas teorias, o nome da cidade não vem da palavra krosno tkackie (tear) — um dispositivo para tecer a partir de fios de tecido, como supôs o linguista alemão Heinrich Adamy. No trabalho sobre os nomes dos lugares na Silésia, publicado em 1888 em Breslávia, ele mencionou o nome da vila de Crosno, em um documento de 1105, dando seu significado “Stadt der Weber” — “cidade dos tecelões”. Estudos mais recentes excluem esta teoria. Enquanto isso, o nome refere-se ao nome polonês, cuja raiz foi provavelmente criada a partir de dois elementos: da palavra krost — desníveis e chrost — moitas. Isso se reflete tanto à topografia quanto à vegetação.
Na crônica latina Liber fundationis episcopatus Vratislaviensis (Livro da fundação do episcopado de Breslávia) escrito durante os tempos do bispo Henryk de Wierzbno nos anos 1295–1305, o local é mencionado na forma latinizada de Crosna.
O nome atual foi aprovado em 19 de maio de 1946.

## História

Krosno Odrzańskie por volta de 1650

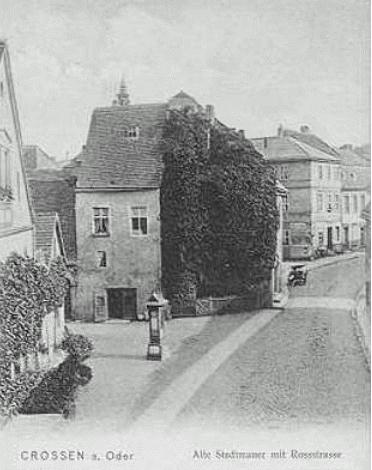
Krosno Odrzańskie por volta de 1904

Com base no mapa do antigo cartógrafo Claudius Ptolomeu, especialistas do Departamento de Geodésia e Geoinformação da Universidade Técnica de Berlim determinaram que Krosno Odrzańskie poderia ser a capital (Lugidunum) da antiga Confederação lúgia, ou pelo menos estava dentro de seu território.
A primeira menção escrita de Krosno vem de 1005 na crônica do bispo Dietmar de Merseburgo. A cidade foi palco de batalhas entre Boleslau, o Bravo e Henrique II em 1005 e 1015. Antes de 1226, Krosno recebeu uma carta sob a lei alemã de Henrique I, o Barbudo. Obteve a localização da cidade pela segunda vez antes de 1238. Até 1482, a cidade estava nas fronteiras do Ducado de Głogów, mais tarde sob o domínio de Brandemburgo. Krosno foi fortemente danificada durante a Guerra dos Trinta Anos e a Terceira Guerra da Silésia.
No século XVII, membros da família Wittelsbach viviam na cidade, entre eles, Luísa Juliana de Orange-Nassau, Isabel Carlota do Palatinado (falecida em Krosno), Elisabete Simmern van Pallandt (que nos anos 1646–1649 se correspondeu com René Descartes de lá).
A população de língua polonesa permaneceu nas proximidades da aldeia por muito tempo. Hieronymus Megiser, autor de um dicionário multilíngue compilado em 1603, também forneceu informações sobre o dialeto polonês dos então habitantes da área de Krosno Odrzańskie.
O desenvolvimento da cidade ocorreu no século XIX. Muitas fábricas se instalaram naquela época. Foram construídas a estação ferroviária e uma linha ferroviária de Gubin para Czerwieńska em 1870, graças à qual foi criada uma conexão com a linha para Poznań via Zbąszynek e com a linha para Legnica via Zielona Góra. Em 1913, uma linha ferroviária foi construída para Lubsko (agora parcialmente desmantelada).
Durante a Primeira Guerra Mundial, havia um grande campo de prisioneiros de guerra nos arredores da cidade.
As tropas alemãs foram expulsas da cidade em 15 de fevereiro de 1945 por unidades do 3.º Exército da Guarda da Primeira Frente Ucraniana (313 soldados soviéticos foram mortos). Krosno foi fortemente danificada durante os combates (60–70% dos edifícios). Após o fim da guerra, até o final da década de 1940, o nome Krosno nad Odrą era frequentemente usado, apesar da introdução formal do nome Krosno Odrzańskie.

## Linha do tempo

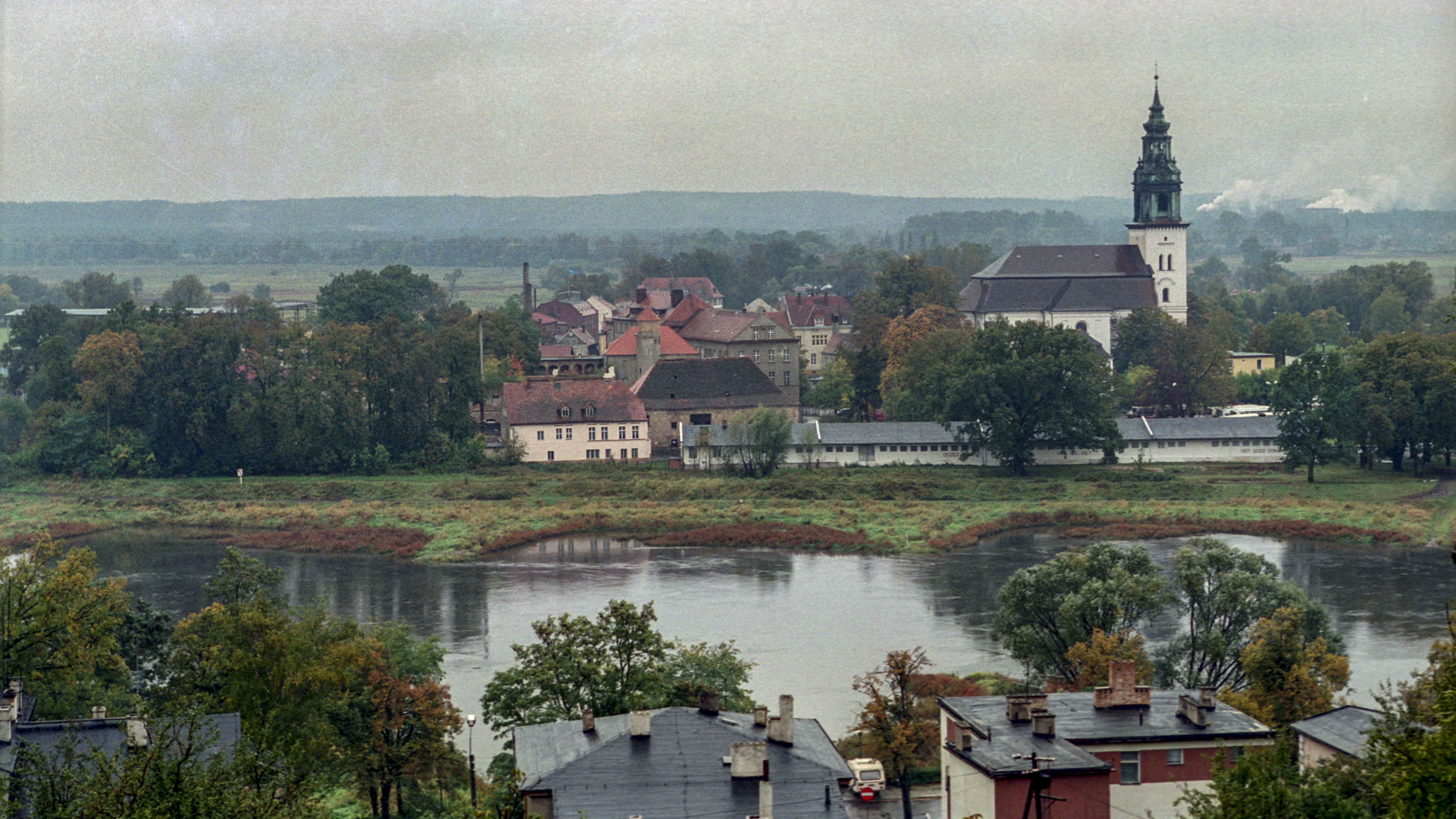
Krosno Odrzańskie — uma vista da escarpa para os edifícios do castelo Piasta

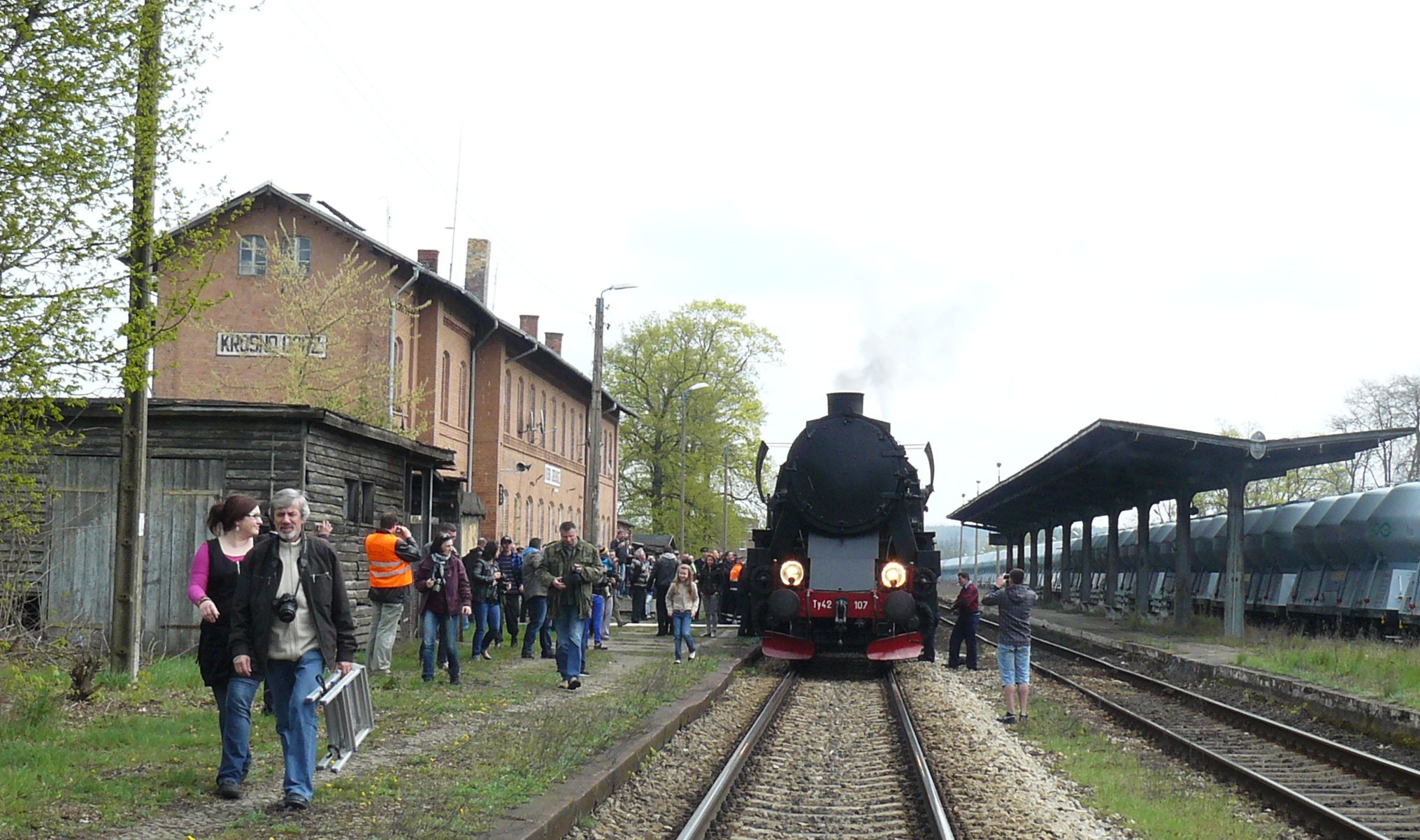
Locomotiva a vapor de carga Ty2/Ty42 na estação de Krosno Odrzańskie

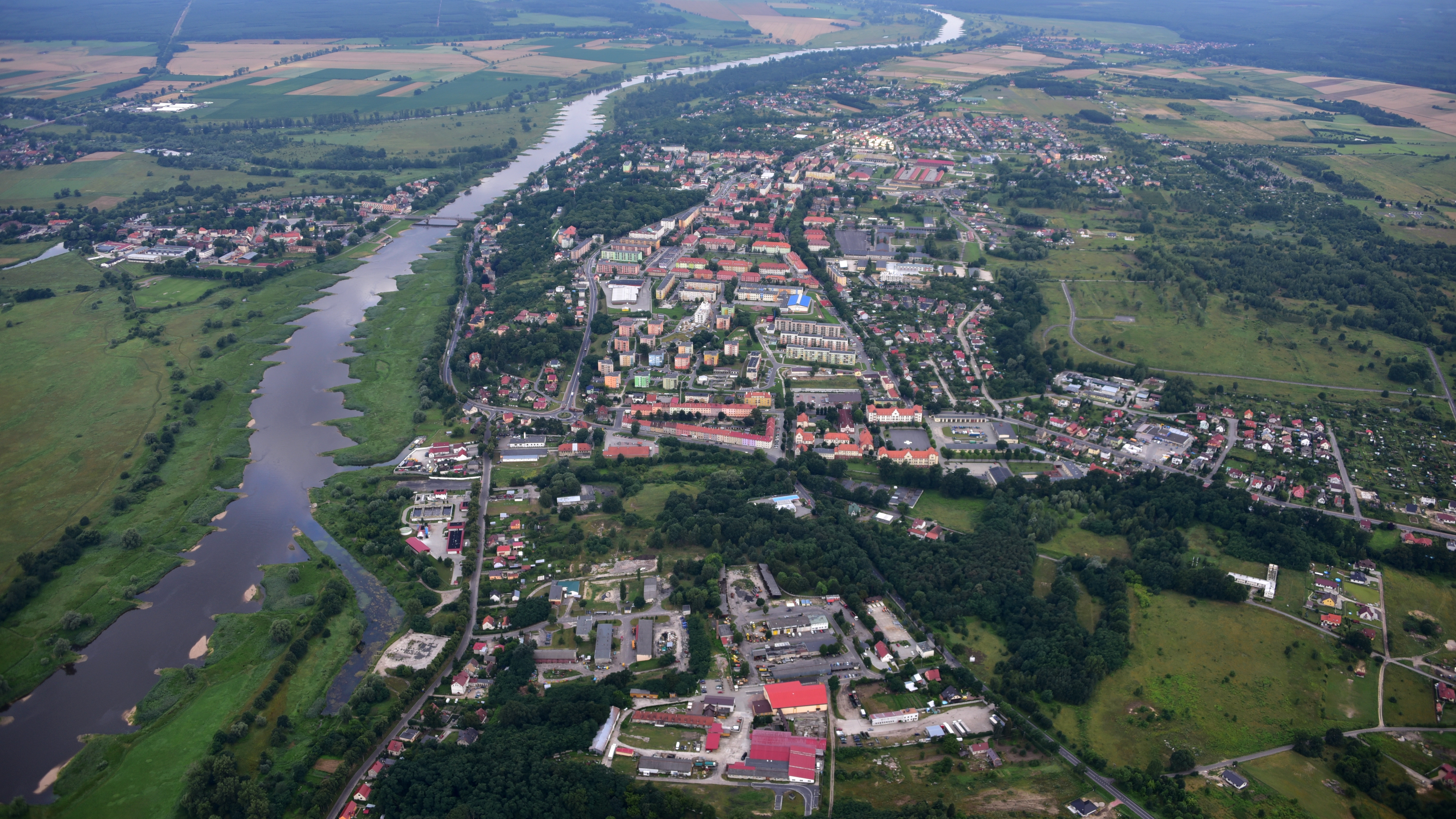
Vista aérea

- 1005 — a primeira menção escrita da cidade
- 1015 — a batalha de Krosno Odrzańskie
- 1138 — após a morte de Boleslau III, Krosno tornou-se parte do distrito da Silésia
- Antes de 1238 — data putativa da primeira fundação[19]
- 1238 — O príncipe Henrique I, o Barbudo, morreu no castelo de Krosno
- 1241 — Henrique II, o Piedoso morreu perto de Legnica, o principado foi dividido entre seus filhos
- Séculos XIII a XV — a cidade pertencia ao Ducado de Głogów
- 1293 — O cavaleiro Bogusz Wezenborg tornou-se o castelão[20]
- 1317 — Krosno recebeu todos os direitos de Magdeburgo das mãos dos marqueses de Brandenburgo[21]
- Século XIII — a primeira Casa da moeda é fundada no castelo[22]
- 1476 — O último príncipe, Henrique XI de Głogów, morreu
- 1476−1482 — Guerra da Sucessão do Ducado de Głogów
- 1477 — A cidade foi sitiada pelo príncipe João II, o Louco
- 1478 — Os cidadãos de Krosno participaram da expedição ao lado dos brandemburgos, derrotados na Batalha de Leśniów Wielki
- 1482 — Acordo em Kamieniec Ząbkowicki, a cidade ficou sob o domínio dos Brandemburgos
- Século XVI — O protestantismo ganhou a cidade
- 1618–1648 — Guerra dos Trinta Anos, a cidade foi ocupada alternadamente pelos suecos e tropas imperiais, a cidade foi transformada em fortaleza
- 1699 — Os Contos de Fadas de Esopo de Krzysztof Niemirycz, poeta e ariano naquela época vivendo em Czarnów, foram publicados em Krosno.
- 1701 — Krosno no Reino da Prússia
- 1756–1763 — Guerra dos Sete Anos
- 23 de junho de 1759 — a cidade foi ocupada e saqueada pelos russos, e depois também após a Batalha de Kiev
- 1806 — As tropas francesas ocupam a cidade
- 1814 — Uma procissão com o cadáver do príncipe Józef Poniatowski passou pela cidade, os moradores prestaram homenagem ao príncipe
- Século XIX — os primórdios da indústria
- 1870 — Foi construída a primeira linha férrea
- 1871 — Krosno nas fronteiras do Império Alemão
- 1897 — A iluminação a gás foi introduzida na cidade (a fábrica de gás foi instalada no atual Krometa)
- 1905 — A ponte sobre o rio Óder é colocada em serviço (produzida na fábrica Beuchult em Zielona Góra)
- 1914 — Durante a Primeira Guerra Mundial, um campo de prisioneiros de guerra foi estabelecido nos arredores da cidade / conjunto habitacional de Kamień /
- 1919 — Os prisioneiros insurgentes da Grande Polônia foram mantidos no campo de prisioneiros
- 20 de fevereiro de 1945 — a cidade foi ocupada pelas tropas soviéticas, e os combates causaram a destruição de 60 a 70% da cidade
- Maio de 1945 — a cidade foi assumida pela administração polonesa
- Desde 1945 — a cidade recebeu os poloneses deslocados à força das fronteiras orientais, principalmente da região de Vilnius
- 2005 — A cidade celebrou o milênio simbólico da existência do castelo, que coincidiu com a primeira menção escrita
- 2021 — Santa Edviges da Silésia foi proclamada padroeira católica de Krosno Odrzańskie[23]

## Demografia
Conforme os dados do Escritório Central de Estatística da Polônia (GUS) de 31 de dezembro de 2022, Krosno Odrzańskie é uma cidade pequena com uma população de 10 679 habitantes (15.º lugar na voivodia da Lubúsquia e 372.º na Polônia), tem uma área de 8,15 km² (27.º lugar na voivodia da Lubúsquia e 673.º lugar na Polônia) e uma densidade populacional de 1 310,31 hab./km² (10.º lugar na voivodia da Lubúsquia e 193.º lugar na Polônia). Nos anos 2002–2021, o número de habitantes diminuiu 11,6%.
Os habitantes de Krosno Odrzańskie constituem cerca de 19,73% da população do condado de Krosno, constituindo 1,09% da população da voivodia da Lubúsquia.
| Descrição                         | Total      | Total    | Mulheres   | Mulheres | Homens     | Homens   |
| --------------------------------- | ---------- | -------- | ---------- | -------- | ---------- | -------- |
| unidade                           | habitantes | %        | habitantes | %        | habitantes | %        |
| população                         | 10 679     | 100      | 5 549      | 52,0     | 5 130      | 48,0     |
| superfície                        | 8,15 km²   | 8,15 km² | 8,15 km²   | 8,15 km² | 8,15 km²   | 8,15 km² |
| densidade populacional (hab./km²) | 1 310,31   | 1 310,31 | 681,36     | 681,36   | 628,95     | 628,95   |

## Clima
Conforme a classificação climática de Köppen-Geiger, Krosno Odrzańskie situa-se na zona Cfb − clima temperado oceânico. Na cidade de Krosno Odrzańskie, a temperatura média anual é de 10,2° C. Nesta área, a precipitação média anual é de 686 mm. Está localizada no Hemisfério Norte. Os meses de verão são: junho, julho, agosto, setembro. O mês mais seco é fevereiro, com 43 mm de precipitação. O mês mais quente do ano é julho, com temperatura média de 20,2 °C. A temperatura média mais baixa do ano ocorre em janeiro e é de aproximadamente 0 °C.
A diferença de precipitação entre o mês mais seco e o mais úmido é de 41 mm. A variação de temperatura durante o ano é de 20,2 °C. O mês com a maior umidade relativa é novembro (85%). O mês com a menor umidade relativa é junho (61%). O mês com o maior número de dias de chuva é julho (10 dias). O mês com o menor número é fevereiro (7 dias).
| Dados climatológicos para Krosno Odrzańskie | Dados climatológicos para Krosno Odrzańskie | Dados climatológicos para Krosno Odrzańskie | Dados climatológicos para Krosno Odrzańskie | Dados climatológicos para Krosno Odrzańskie | Dados climatológicos para Krosno Odrzańskie | Dados climatológicos para Krosno Odrzańskie | Dados climatológicos para Krosno Odrzańskie | Dados climatológicos para Krosno Odrzańskie | Dados climatológicos para Krosno Odrzańskie | Dados climatológicos para Krosno Odrzańskie | Dados climatológicos para Krosno Odrzańskie | Dados climatológicos para Krosno Odrzańskie | Dados climatológicos para Krosno Odrzańskie |
| Mês | Jan                                         | Fev                                         | Mar                                         | Abr                                         | Mai                                         | Jun                                         | Jul                                         | Ago                                         | Set                                         | Out                                         | Nov                                         | Dez                                         | Ano                                         |
| --- | ------------------------------------------- | ------------------------------------------- | ------------------------------------------- | ------------------------------------------- | ------------------------------------------- | ------------------------------------------- | ------------------------------------------- | ------------------------------------------- | ------------------------------------------- | ------------------------------------------- | ------------------------------------------- | ------------------------------------------- | ------------------------------------------- |
| Temperatura máxima média (°C) | 2,3                                         | 4,0                                         | 8,2                                         | 14,7                                        | 19,5                                        | 22,8                                        | 24,4                                        | 24,2                                        | 19,5                                        | 13,7                                        | 7,9                                         | 3,8                                         | 13,8                                        |
| Temperatura média (°C) | 0                                           | 1,0                                         | 4,4                                         | 10,0                                        | 15,0                                        | 18,4                                        | 20,2                                        | 19,9                                        | 15,5                                        | 10,4                                        | 5,5                                         | 1,9                                         | 10,2                                        |
| Temperatura mínima média (°C) | −2,4                                        | −1,8                                        | 0,7                                         | 5,1                                         | 10,0                                        | 13,5                                        | 15,7                                        | 15,4                                        | 11,5                                        | 7,2                                         | 3,1                                         | −0,1                                        | 6,5                                         |
| Precipitação (mm) | 56                                          | 43                                          | 54                                          | 43                                          | 60                                          | 65                                          | 84                                          | 69                                          | 56                                          | 49                                          | 52                                          | 55                                          | 686                                         |
| Dias com chuva | 9                                           | 7                                           | 9                                           | 7                                           | 8                                           | 8                                           | 10                                          | 8                                           | 7                                           | 7                                           | 8                                           | 9                                           | 97                                          |
| Umidade relativa (%) | 83                                          | 81                                          | 76                                          | 66                                          | 62                                          | 61                                          | 64                                          | 64                                          | 71                                          | 79                                          | 85                                          | 83                                          | 72,9                                        |
| Insolação (h) | 2,9                                         | 3,8                                         | 5,5                                         | 8,8                                         | 10,3                                        | 11,1                                        | 11,1                                        | 10,3                                        | 7,5                                         | 5,1                                         | 3,5                                         | 2,8                                         | 82,7                                        |
| Fonte: Climate-Data.org Dados: 1991−2021: temperatura mínima (°C), temperatura máxima (°C), precipitação (mm), umidade, dias chuvosos. Dados: 1999−2019: horas de sol |                                             |                                             |                                             |                                             |                                             |                                             |                                             |                                             |                                             |                                             |                                             |                                             |                                             |

## Monumentos históricos
Estão inscritos no registro provincial de monumentos:
- Cidade
- Igreja filial de Santo André, Apóstolo, neo-gótico de 1887, um projeto de Ferdinand Martius, corrigido por Karl Friedrich Schinkel
- Igreja evangélica, atualmente uma igreja paroquial católica de Santa Edviges da Silésia do século XVIII
- Antigo edifício do mosteiro, rua Szkolna 4, do século XVIII, de meados do século XIX
- Castelo dos Piastas parcialmente em ruínas, provavelmente construído no início do século XIII por Henrique I, o Barbudo, local de sua morte em 1238, local de abrigo para sua esposa Edviges e sua nora Ana durante a invasão tártara em 1241. Reconstruído nos séculos XIV-XIX. A partir do século XVI, a sede das viúvas dos eleitores de Brandemburgo, mais tarde quartel; destruído por inúmeras guerras, incendiado em 1945. Atualmente, é a sede de uma instituição cultural — o Centro Artístico e Cultural do Castelo.[30] Na parte reconstruída do portão existe um museu regional e um posto de informação turística.
- Piso térreo do celeiro do castelo, de 1642–1650
- Muralhas defensivas da cidade, fragmento do século XIV, com miradouro retangular
- Casas, rua Chrobrego 2, 14, 17, 25, de meados do século XIX
- Casas, rua Pocztowa 9, 26, 28, de meados do século XIX
- Casa, rua Prusa 12, dos séculos XVIII/XIX
- Casa, rua Rybaki 2, dos séculos XVIII/XIX
- Casas, rua Mnichów 1, 3, 5, 7, 9, 11, 13, 15, 17, 19, 21, 25, 27, 29 i 31, 33, dos séculos XVIII/XIX
- Casa, rua Wąska 11, dos séculos XVIII/XIX
- Casa, praça Wolności 5, de meados do século XIX
- Casa, rua Zamkowa 14, de meados do século XIX
- Casa, praça Żeromskiego 10, dos séculos XVIII/XIX.
- Ao sul da cidade começa uma cadeia de terraplenagens medievais, lendárias, com significado histórico, provável de fronteira e defesa — os chamados Wały Śląskie, também conhecido como Wały Chrobrego, estende-se de Krosno na direção sudeste até os pântanos perto da vila de Wierzbowa em Bory Dolnośląskie (um fragmento de 7,5 km de comprimento foi preservado em relativamente bom estado). Esta estrutura em cadeia é considerada o monumento arqueológico mais longo da Europa Central e, em simultâneo, é também um objeto com um passado muito enigmático (apesar de muitas tentativas, até agora não foram estabelecidas opiniões e fatos confiáveis a esse respeito e seu possível papel na Batalha de Krosno Odrzańskie).[31]

Monumentos selecionados da cidade
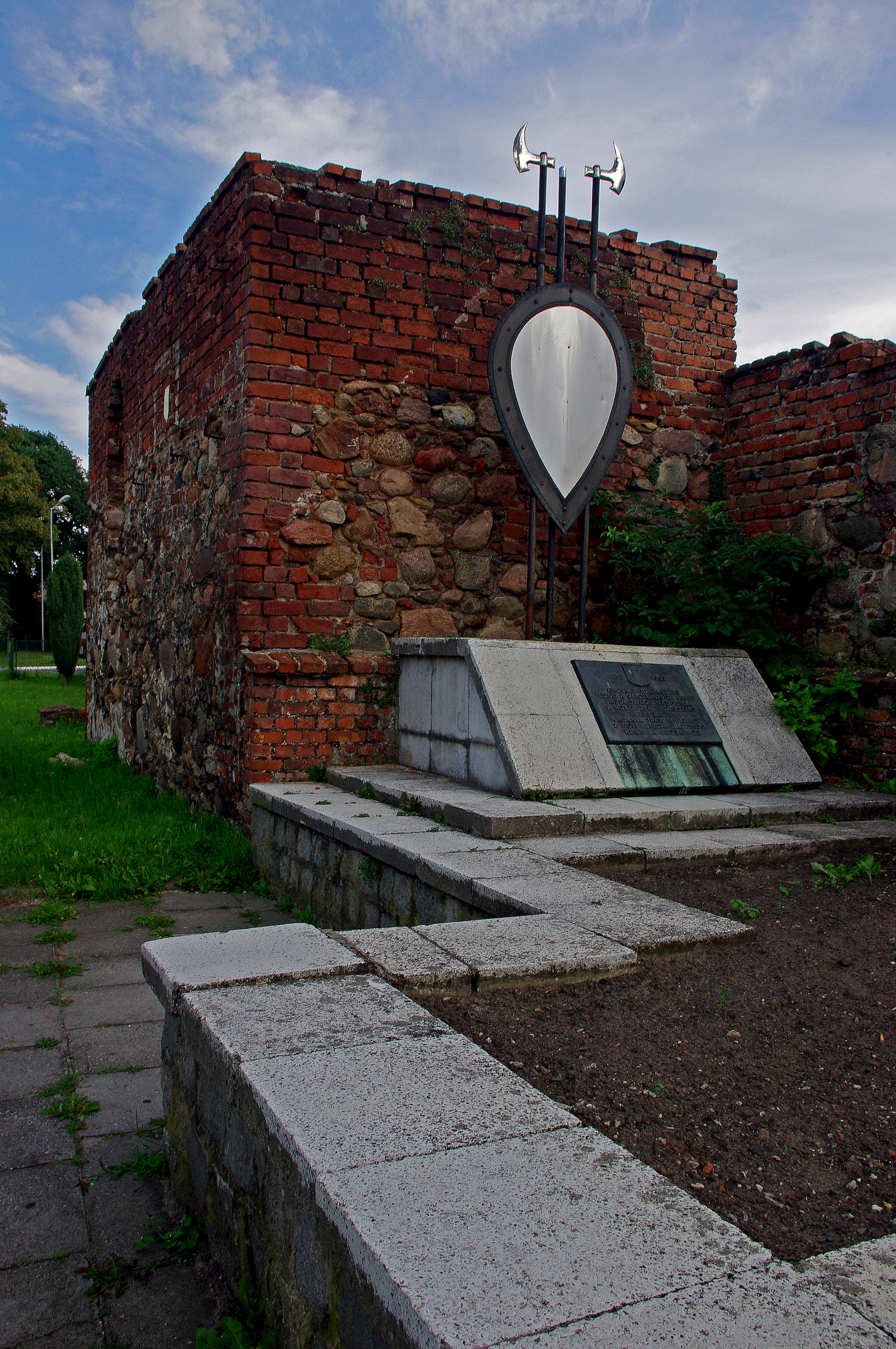
Muralhas defensivas do século XIV
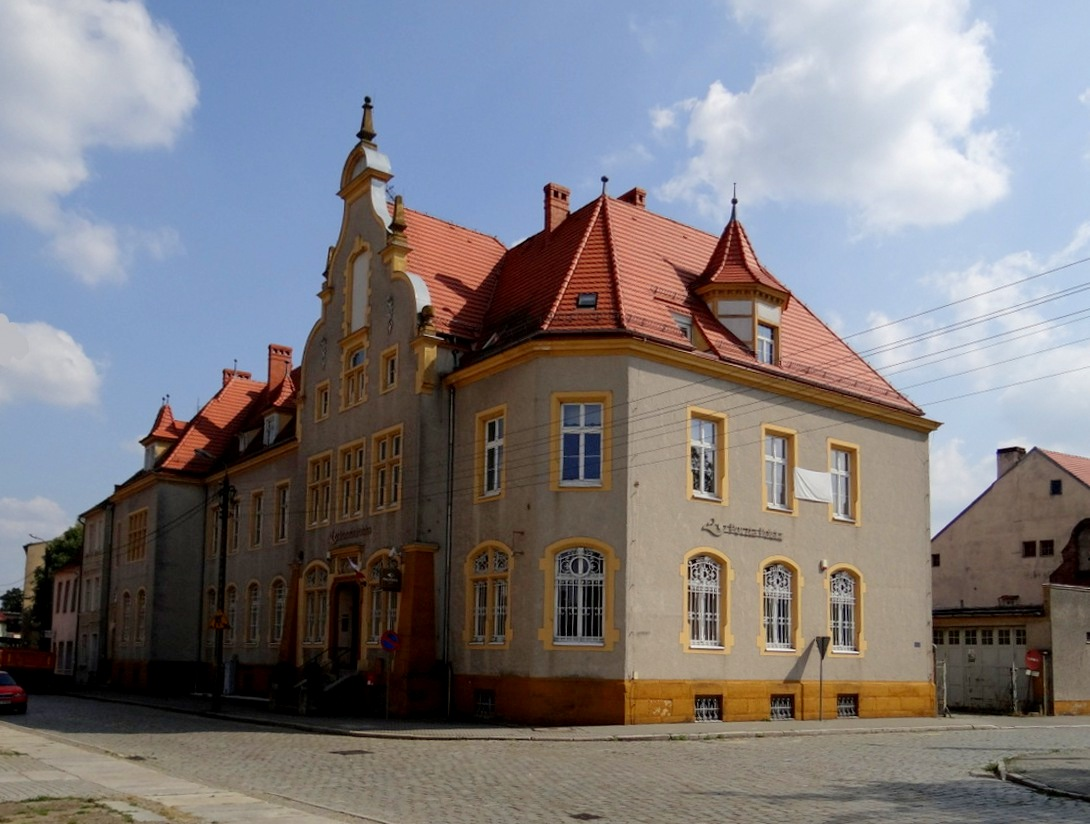
Edifício dos correios imperial do século XIX
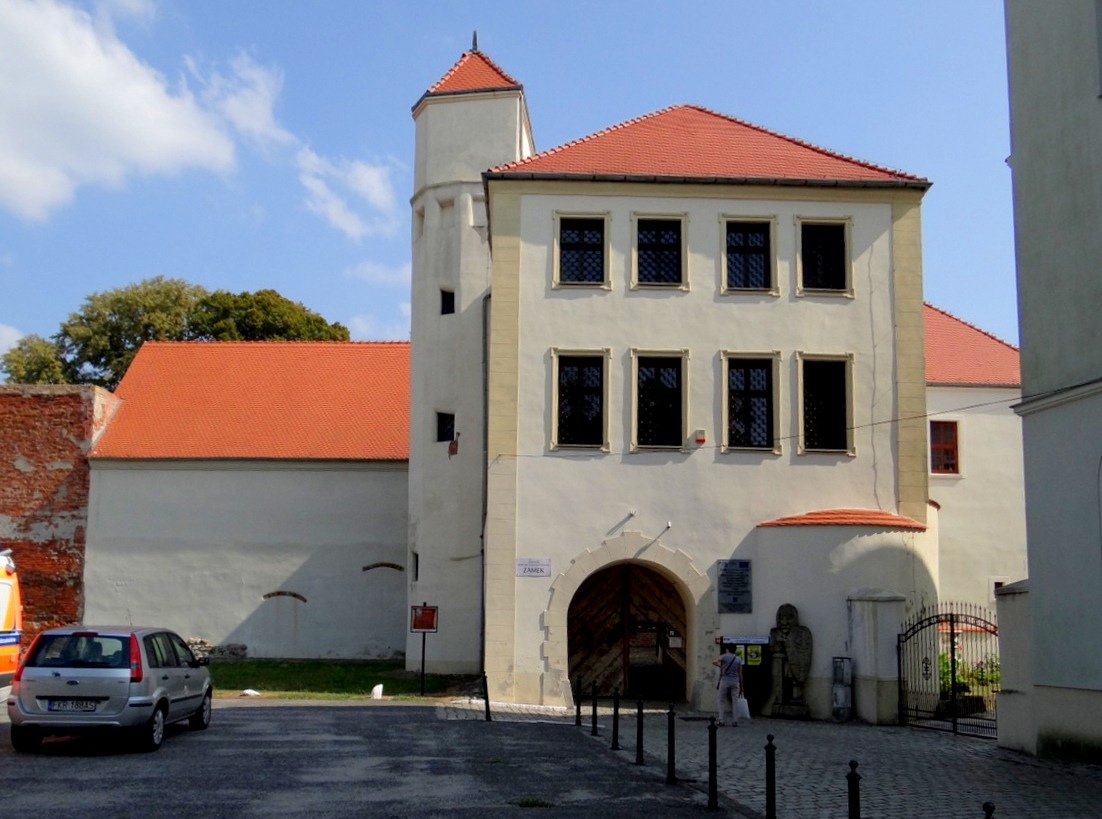
Castelo
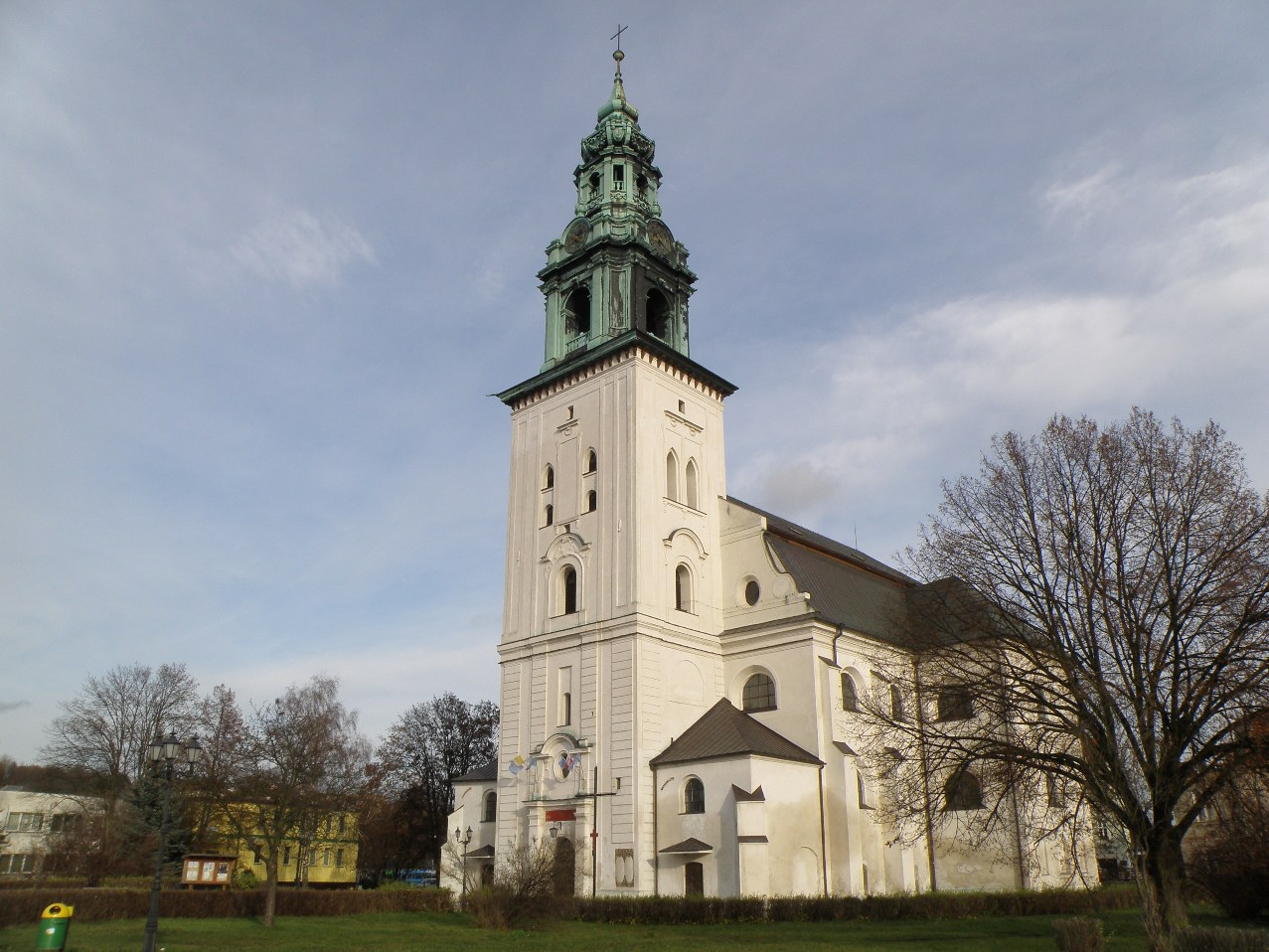
Igreja de Santa Edviges da Silésia
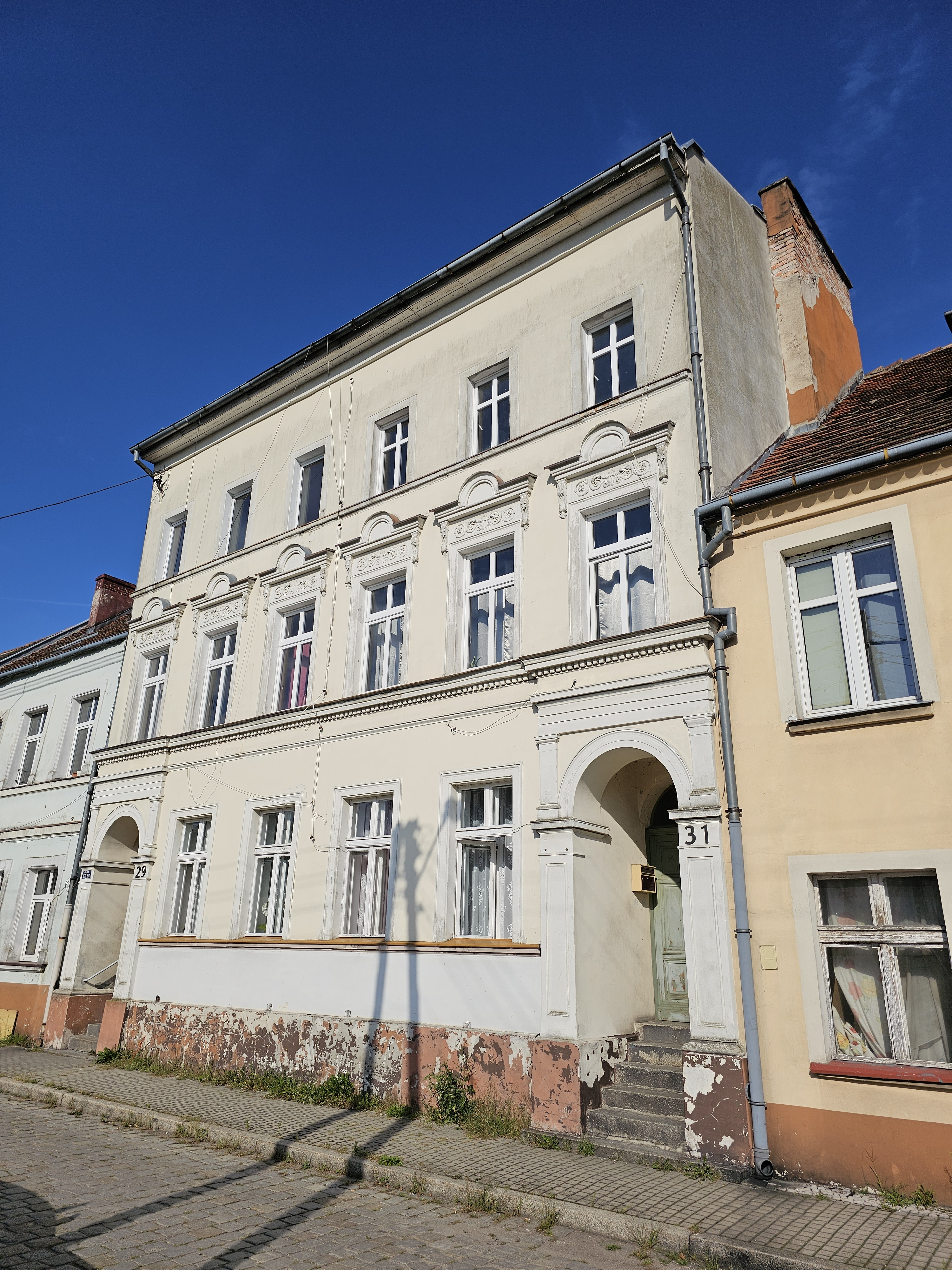
Casa na rua Mnichów, 31
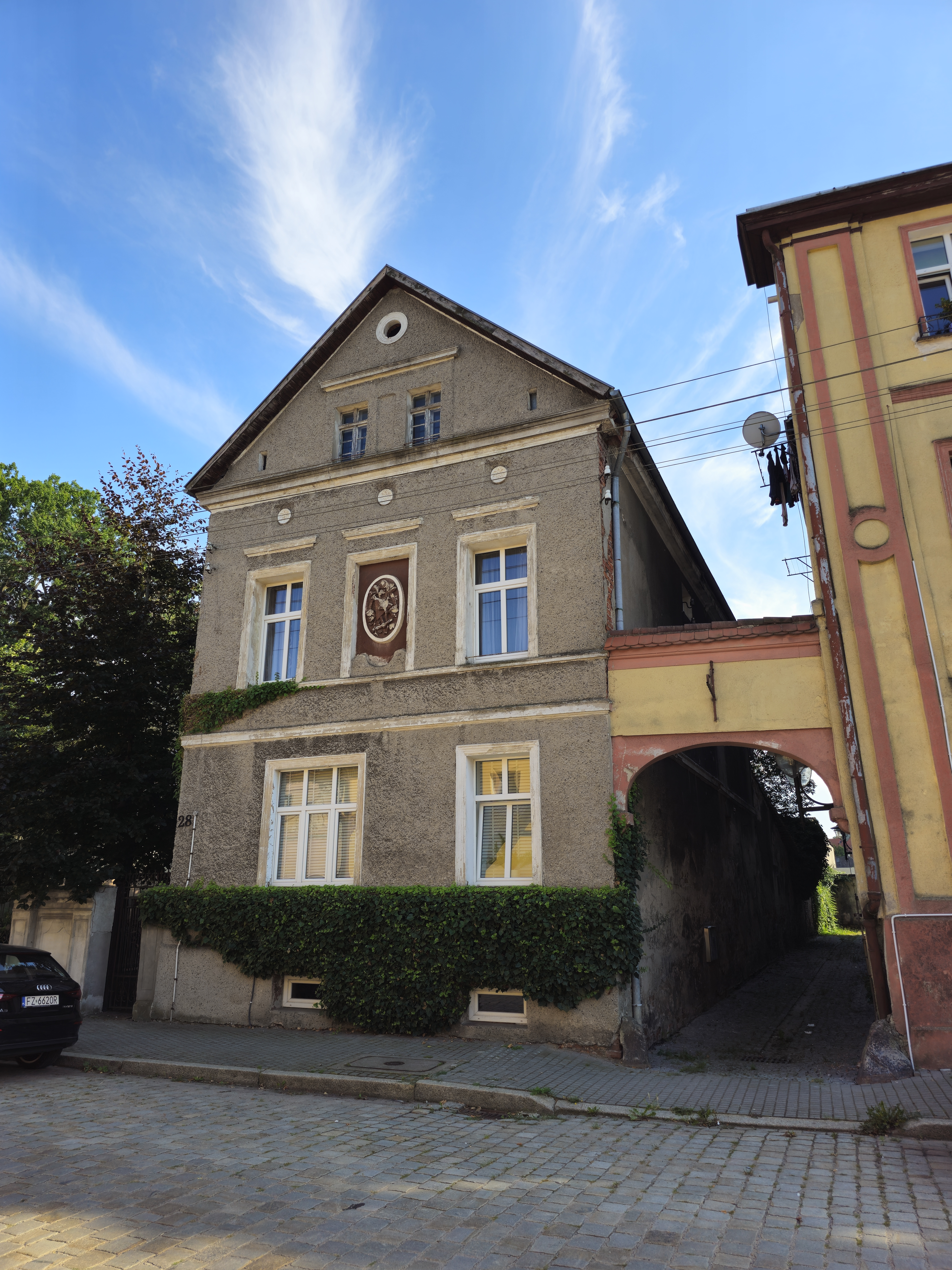
Casa na rua Pocztowa, 28
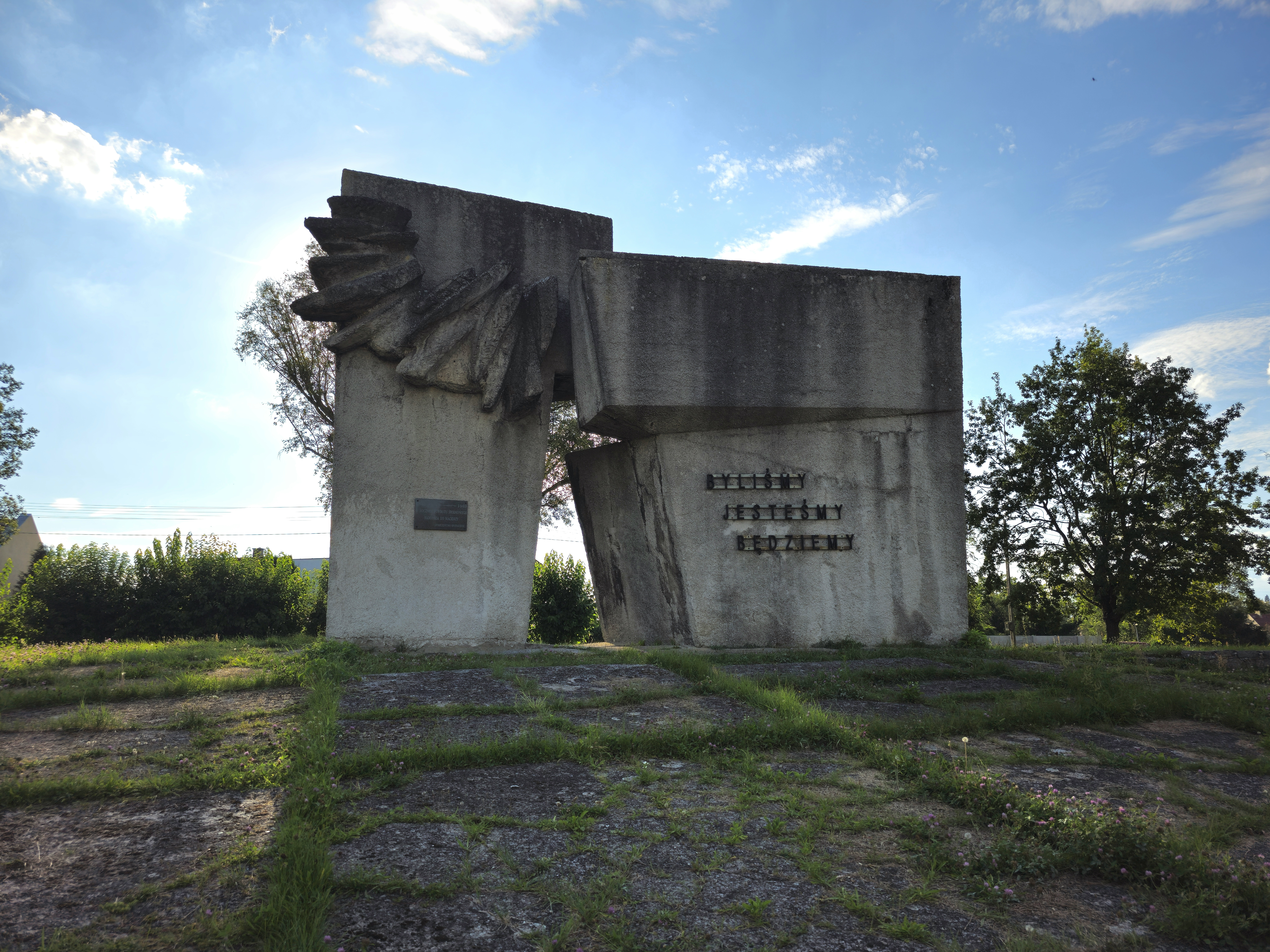
Monumento aos Defensores da Nação

## Transportes
A estrada nacional n.º 29 atravessa a cidade, esta estrada é marcada pela única ponte sobre o rio Óder em Krosno Odrzańskie, também atravessa o centro da cidade, sendo a artéria de comunicação mais importante da cidade.

## Educação
- Complexo escolar e jardim de infância n.º 1 Maria Skłodowskiej-Curie. Está localizado na rua Bohaterów Wojska Polskiego. A unidade está em operação desde 1948.[32]
- Escola primária n.º 2 Jan Kilinski. Está localizada na rua Stanisław Moniuszko. A unidade está em operação desde 1957.[33]
- Escola primária n.º 3 Ignacy Łukasiewicz. Está localizado na rua Kazimierza Pułaskiego 3. A instalação está em funcionamento desde 1962 / Escola Millennium[34]
- Escola estatal de Música do 1.º grau Frederico Chopin. Está localizada na rua Piastów 10 i. A instalação está em operação desde 1974.[35]
- Complexo de escolas secundárias Władysław Broniewski. Está localizado na rua Szkolna 1. A instalação está em operação desde 1945.[36]
- Complexo escolar especial. Está localizado na rua Poznańska 88. A instalação está em operação desde 1990 / anteriormente, classes especiais operavam na Escola primária n.º 1[37]

## Esportes

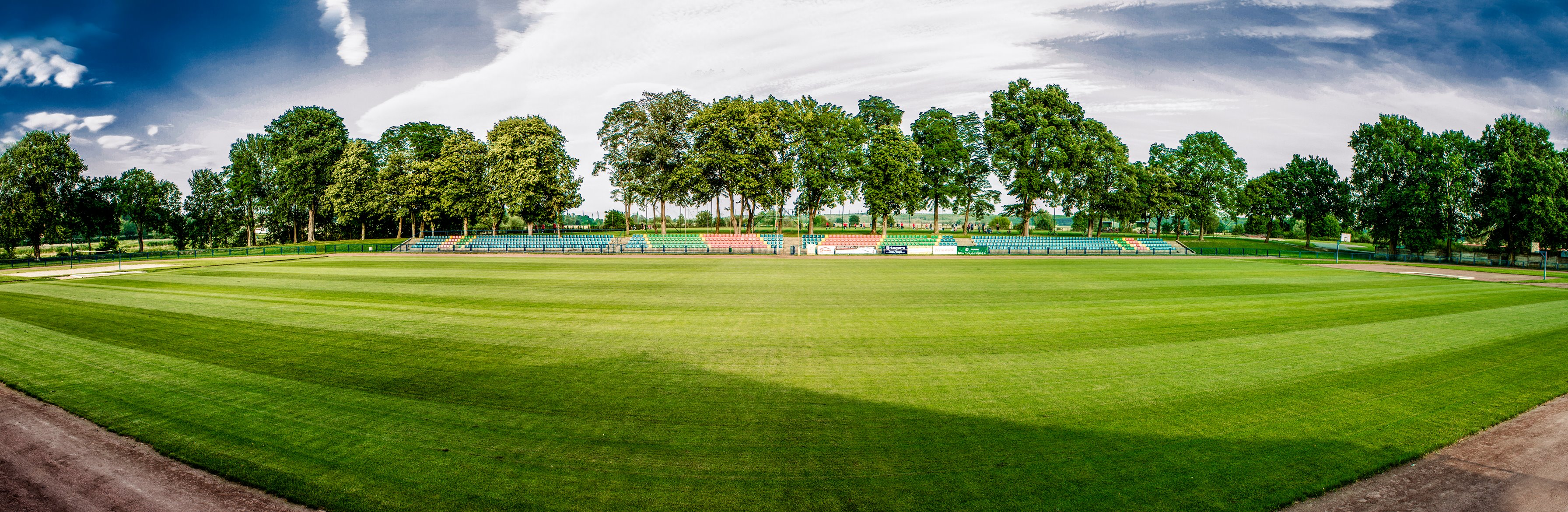
Panorama do estádio do Centro de Esportes e Recreação em Krosno Odrzańskie

Desde 1945, existe um Clube Esportivo Municipal “Tęcza” Krosno Odrzańskie em Krosno Odrzańskie, cuja seção de futebol foi fundada em 1946 e joga na IV Liga Lubúsquia. O time joga suas partidas em casa no Estádio do Centro de Esportes e Recreação em Krosno Odrzańskie. Até 1967, a cidade também tinha um clube chamado Odra Krosno Odrzańskie.
Além disso, há um clube de xadrez e bridge em Krosno Odrzańskie chamado Associação de Jogos Mentais de Krosno e um clube separado, fundado em 2009, o Clube Esportivo de Vôlei Tęcza Krosno Odrzańskie.
Em 2013, uma academia de futebol — a Academia de Futebol — foi fundada em Krosno Odrzańskie. A escola treinava crianças de 4 a 12 anos. Em 2017, suspendeu suas atividades.
Até 1967, o clube de futebol Odra Krosno Odrzańskie também estava ativo na cidade.

## Comunidades religiosas
- Igreja Católica de Rito Latino:

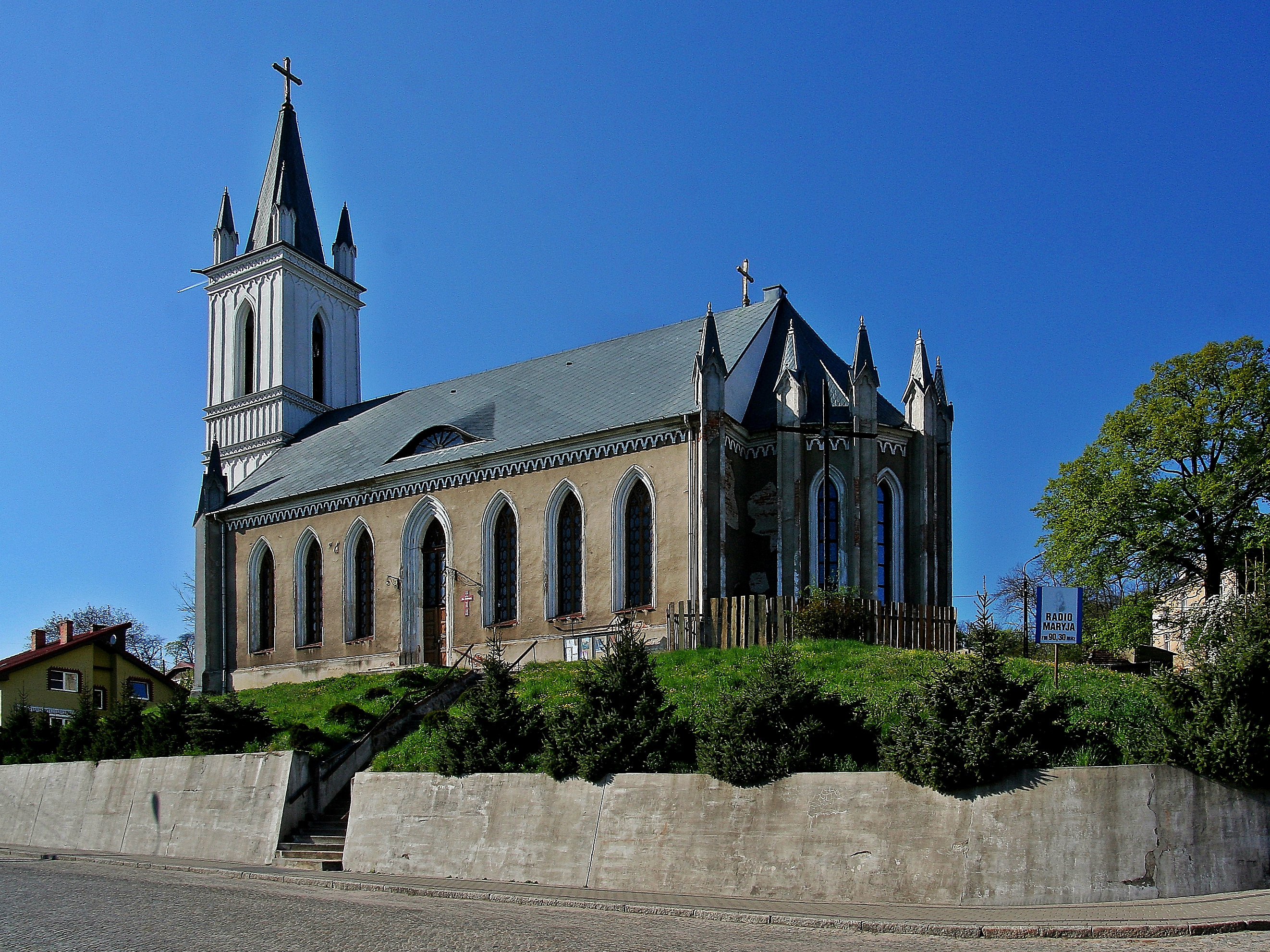
Igreja de Santo André, Apóstolo

  - Paróquia de Santa Edviges da Silésia
  - Paróquia militar de São Martinho
- Testemunhas de Jeová:
  - Igreja Krosno Odrzańskie-Sul
  - Igreja Krosno Odrzańskie-Norte (Salão do Reino, rua Pocztowa 21)
- Igreja Nova Apostólica:
  - Igreja na rua WOP 2